# ペスカーラ・サーキット
ペスカーラ・サーキット (Circuito di Pescara) はイタリアの都市ペスカーラの公道を利用したサーキット。1924年から1961年まで使用された。

## 概要
アドリア海を臨むペスカーラの中心市街地からスタートし、内陸に向かって丘陵地帯の曲がりくねった道を登る。そこから海に向かって一気に約6kmのストレートを下り、さらに海辺のストレート約6kmを駆け抜ける。ペスカーラ、カペル、モンテシルバーノという3つの町を三角形につなぐレイアウト。
最初のレースは1924年、草創期のF1であり、そこから1950年代初頭まで使用された。世界選手権移行後のF1では1957年に1度だけここでペスカーラGPが開催されたのみであるが、そのときは約20万人もの観衆が訪れている。1周25.572kmときわめて長く、F1はおろかオープンホイール・レースが行われたあらゆるトラックの中で史上最長を誇る。ニュルブルクリンク・ノルドシュライフェやスパ・フランコルシャンといった他のロングサーキット同様非常に危険で、丘陵地帯のうち1.6キロは片側が海に面した高さ150m以上もの崖であった。この危険性のためやがて使われなくなり、現在も安全上の観点から一切レースが行われていない。最後に開かれたレースは1961年、4時間耐久のスポーツカー世界選手権で、ロレンツォ・バンディーニらの組が優勝している。
危険性もさることながら、勇敢なドライバーにとっては度胸と技量の試されるトラックであったことは間違いないようで、1957年のF1グランプリをヴァンウォールを駆って勝利したスターリング・モスはその40年後、このレースをリチャード・ウィリアムズの著書"The Last Road Race"の中で「素晴らしいと思ったよ。暴走する若者の気分さ。実に楽しかった。これがレースというものだよ」と振り返っている。